# Vriesea ochracea
Vriesea ochracea är en gräsväxtart som beskrevs av Werner Rauh och Elvira Angela Gross. Vriesea ochracea ingår i släktet Vriesea och familjen Bromeliaceae. Inga underarter finns listade i Catalogue of Life.